# Березівка (Бучанський район)
Березі́вка — село Макарівської селищної громади Бучанського району Київської області. Розташоване за 2,6 км від с. Колонщина. Площа населеного пункту — 210 га, кількість дворів — 160. Населення станом на 01.01.07 р. — 149 осіб. Герб села є промовистим.

## Історія
Легенда свідчить, що свою назву село отримало від того, що знаходилося в оточенні березових лісів.
Згідно з архівними документами, хутір Березівка заснований у 1815 році.[джерело?] Його заселили винятково шляхтою. 310 десятин землі навколо хутора поросли молодим березовим лісом. У XIX столітті Березівка належала до приходу Преображенської церкви села Бузова й рахувалася при Бузівському помісті. Лаврентій Похилевич зазначає, що за іншими документами вона називалася Северинівкою і раніше належала до ясногородської маєтності князів Шуйських. Підтвердження цього знаходимо на мапах XIX століття, де населений пункт зветься «Березівка-Северинівка».
8 листопада 1922 року створили «Березівську трудову хліборобську артіль», почалося будівництво «Березівських ферм».
В 1927 році в Березівці утворилася спілка обробітку землі (СОЗ), першим керівником якої був Іван Васильчук. На базі СОЗ в 1929 році організовано комуну.
16 мешканців полягло на фронтах Німецько-радянської війни. 9 травня 1965 року відкрито пам'ятник героям війни.
В 1995 році ПП «Грінком» збудувало для переселенців із зони ЧАЕС (смт Поліського) 15 будинків. У селі діє АЗС.
Поблизу села Березівка розташований розкішний маєток лідера забороненої в Україні КПУ Петра Симоненка.
В Березівці розташований виставковий центр КиївЕкспоПлаза.
Під час російсько-української війни в 2022 році на трасі Київ-Чоп поблизу села українські воїни влаштували засідку на колону російських загарбників. Спочатку було підбито першу машину, потім останню машину в колоні, а потім вже було знищено решту колони.

## Населення

### Мова
Розподіл населення за рідною мовою за даними перепису 2001 року:
| Мова       | Кількість | Відсоток |
| ---------- | --------- | -------- |
| українська | 179       | 96.24%   |
| російська  | 6         | 3.23%    |
| білоруська | 1         | 0.53%    |
| Усього     | 186       | 100%     |

## Галерея
|                                                         |
| Пам'ятник односельчанам, що загинули на війні 1941-1945 |

|                   |
| Ірининська церква |

|                                  |
| Котеджне містечко Нова Березівка |